# Vaccinium cylindraceum
Vaccinium cylindraceum (чорниця циліндрична) — вид чагарникових рослин з родини Вересові (Ericaceae), ендемік Азорських островів. Етимологія: грец. κυλινδροϛ — «циліндр», лат. aceus — прикметниковий суфікс.

## Опис
Це чагарник або маленьке дерево висотою до 3.5 м.
Листки зберігається до кінця грудня, набуваючи жовто-червоних тонів восени. Листки спочатку червонуваті, а верхівкові пагони можуть мати яскраво-червоний колір.
Квіти трубчасті, від білого до рожевого забарвлення, згруповані в пучки. Плоди — соковиті, чорно-сині псевдоягоди, циліндричні за формою, що закінчуються зубчастою короною при вершині.

## Поширення
Ендемік Азорських островів (о. Корву, Піку, Фаял, Флорес, Сан-Жорже, Сан-Мігель, Санта-Марія, Терсейра).
Зростає у природних лісах на Азорських островах на висотах понад 300 м. Найбільш важливими місцями проживання є узлісся лаврових лісів, лісових місцевостей Ilex і Juniperus.

## Екологія
Квіти цього виду найбільше відвідують лускокрилі Microlepidoptera. Плоди Vaccinium найбільше споживають вільшанка, дрізд чорний, Зяблик.

## Використання
Плоди цього виду споживаються з часу прибуття перших поселенців (XV століття), ці чорниці все ще використовуються для виготовлення джемів і в місцевій медицині.

## Загрози та охорона
Людська діяльність зачепила значну частину природних спільнот, включно з очищенням від місцевої рослинності задля сільського господарства, лісових та декоративних видів рослин, а деякі з них стали серйозними інвазивними видами. Очищення лісу було попередньою загрозою; нині головною загрозою є інвазивні види, такі як Hedychium gardnerianum, Leycesteria formosa, Clethra arborea, а також інвазивні травоїдні тварини, головним чином кози й кролі. Ще однією потенційною загрозою в майбутньому може бути введення видів того ж роду для виробництва харчових продуктів. Була спроба зробити це, але це не було дозволено владою.
Вид знайдений в захищених районах.

## Галерея

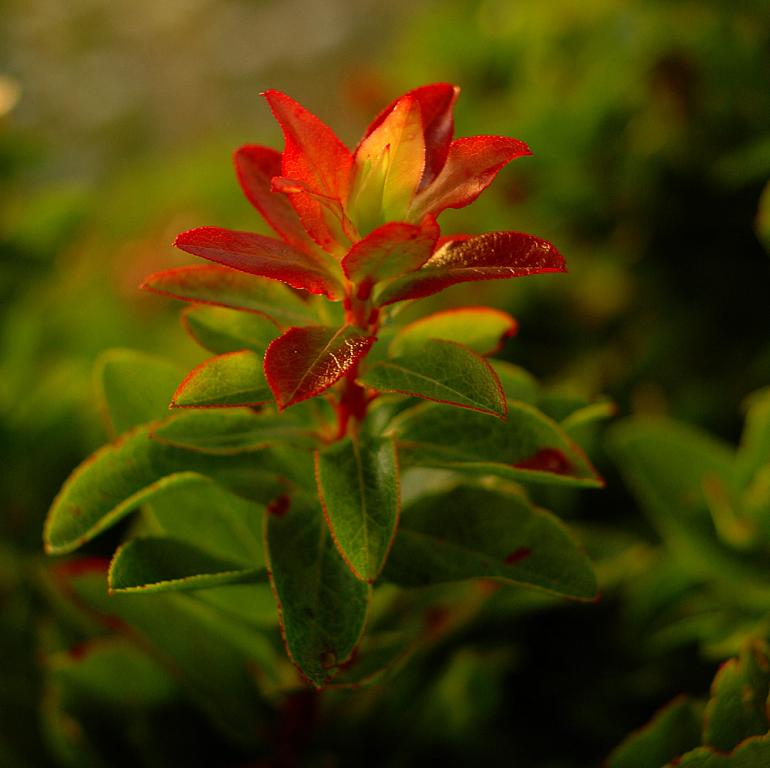
молоде листя
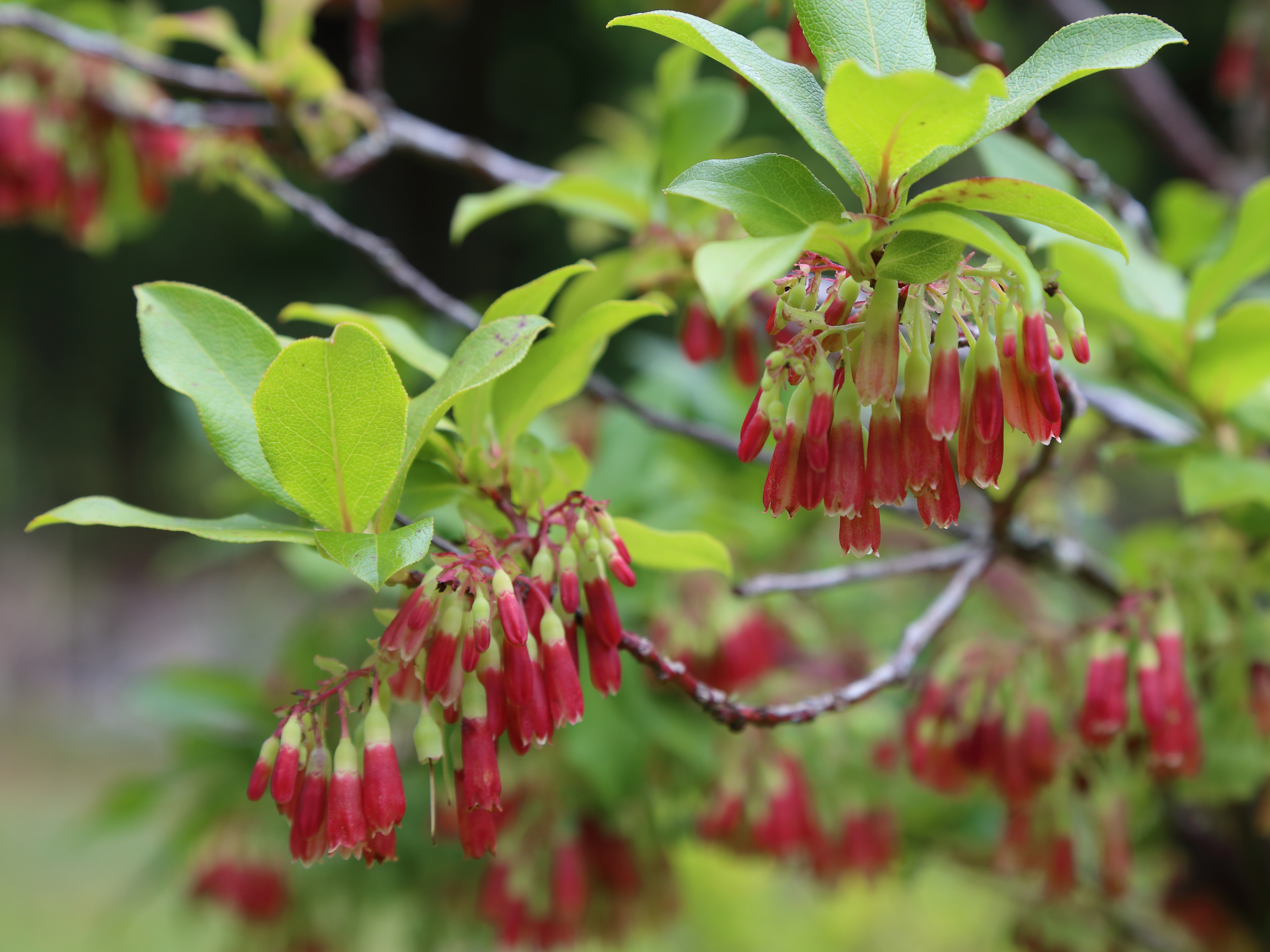
квіти